# Sjuntorp
Sjuntorp est une localité de Suède située dans la commune de Trollhättan du comté de Västra Götaland. Elle couvre une superficie de 2,4 km2. En 2010, elle compte 2 124 habitants.